# Torre Mayor
Torre Mayor – wieżowiec w stolicy Meksyku. Mierzy ponad 230 metrów wysokości i liczy 55 pięter, jest obecnie najwyższym budynkiem w całej Ameryce Łacińskiej. Ulokowany na Paseo de la Reforma#505, zaprojektowany został przez: Zeidler Partnership Architects, IDEA Asociados de México oraz S.A. de C.V., a wybudowany przez kanadyjską firmę Reichmann International.
Ze względu na duże prawdopodobieństwo trzęsienia ziemi, budynek przeszedł wiele testów przeciwko trzęsieniom. Jest on uważany za najbardziej wytrzymały (ze względu na użyte tu zabezpieczenia przeciwko trzęsieniom ziemi), wraz z U.S. Bank Tower w Los Angeles. Oba budynki są zaprojektowane w ten sposób, aby wytrzymać wstrząsy o sile nawet 8,5 stopnia w skali Richtera. Torre Mayor jest w stanie wytrzymać wiatr wiejący prędkością prawie 260 kilometrów na godzinę.
Ogólnodostępny taras widokowy na 52. piętrze był otwarty do 4 grudnia 2004 roku, ale od tego czasu pozostaje zamknięty.